# Bulbophyllum foraminiferum
Bulbophyllum foraminiferum är en orkidéart som beskrevs av Jaap J. Vermeulen. Bulbophyllum foraminiferum ingår i släktet Bulbophyllum och familjen orkidéer. Inga underarter finns listade i Catalogue of Life.